# Der Kaufmann von Venedig
Der Kaufmann von Venedig (englisch The Merchant of Venice) ist ein Theaterstück von William Shakespeare. Das Werk entstand zwischen 1596 und 1598 und wurde 1600 in der ersten Quartoausgabe veröffentlicht. Die früheste bekannte Aufführung fand am 10. Februar 1605 vor König Jakob I. im Palace of Whitehall statt. Das Stück spielt in Venedig und in Belmont, einem Landsitz auf dem Festland. Die Handlung beruht auf Il Pecorone von Giovanni Fiorentino und der Anekdotensammlung Gesta Romanorum.

## Handlung
Antonio, ein venezianischer Kaufmann, möchte seinen Freund Bassanio unterstützen, der auf Freiersfüßen wandelt: Bassanio hat sich in Portia, eine reiche junge Adelige, verliebt, und die Brautwerbung verspricht teuer, letztlich aber auch sehr lukrativ zu werden. Um den Freund mit dem nötigen Geld unterstützen zu können, macht Antonio selber Schulden, und zwar bei dem jüdischen Geldverleiher Shylock. Shylock, der von den Christen Venedigs verachtet, von Antonio öffentlich beleidigt wird und der seinerseits Antonio stellvertretend für alle Christen hasst, bietet im Gegensatz zu seiner üblichen Zinspraxis an, diesmal auf Zinsen zu verzichten. Als Sicherheit verlangt er, scheinbar zum Spaß, nur dies: Gelingt es dem Schuldner nicht, das geliehene Geld rechtzeitig zurückzuzahlen, so hat Shylock Anspruch auf „ein Pfund Fleisch“ aus Antonios Körper. Antonio willigt ein und unterschreibt einen entsprechenden Schuldschein, ist er sich doch sicher, dass seine Handelsschiffe, die zurzeit auf großer Fahrt sind, bald reich beladen nach Venedig zurückkehren werden.
In Belmont muss sich auch Bassanio auf eine ungewöhnliche Übereinkunft einlassen: Portias verstorbener Vater hat testamentarisch verfügt, dass ihre Bewerber von drei Kästchen (einem goldenen, einem silbernen, einem bleiernen) jenes auswählen müssen, welches Portias Bild enthält; wem das nicht gelingt, der muss zeitlebens ehelos bleiben. Der erste Bewerber, der geldgierige Prinz von Marokko, wählt das goldene Kästchen, denn auf dem bleiernen steht: „Wer mich wählt, muss alles geben und wagen, was er hat“, und für Blei will er nicht alles, was er hat, riskieren. Das silberne sagt: „Wer mich wählt, wird so viel bekommen, wie er verdient“, was für ihn wie eine Einladung zur Folter klingt. Auf dem goldenen jedoch steht: „Wer mich wählt, wird gewinnen, was viele begehren“, was für ihn ganz deutlich auf Portia anspielt. Im goldenen Kästchen liegen jedoch nur ein paar Goldmünzen und ein Schädel mit einer Schriftrolle, auf der der berühmte Spruch steht:

„Nicht alles, was glänzt, ist Gold, / Oft hast du das sagen hören – / Manch einer hat sein Leben verkauft, / Nur mein Äußeres zu sehen. / Vergoldete Gräber umschließen Würmer. / Wärst du so weise wie kühn gewesen, / Jung in den Gliedern, alt im Urteil, / So wäre deine Antwort nicht aufgeschrieben gewesen – / Leb wohl, deine Werbung ist kalt.“

Somit ist er kein geeigneter Bewerber und muss von jetzt an ein Leben als Junggeselle führen.
Der zweite Bewerber ist der von sich selbst sehr überzeugte Prinz von Arragon. Er wählt das silberne Kästchen, weil er denkt, dass er Portia „verdiene“. Darin findet er jedoch das Bild eines blinzelnden Idioten, der ihm ein Stück Papier entgegenhält. Damit hat auch er sich als ungeeignet erwiesen. Der letzte Bewerber ist schließlich Bassanio. Er bemerkt, dass die Zeile auf dem bleiernen Kästchen sich auf die Hochzeit als einen wichtigen Wendepunkt im Leben bezieht. Er wählt das richtige Kästchen und darf Portia heiraten.
Zurück in Venedig findet er Antonio in argen Sorgen: Die Schiffe des Kaufmanns sind verschollen, und es scheint aussichtslos, dass er Shylock die geschuldete Summe rechtzeitig zurückzahlen kann. Shylock wetzt schon sein Messer und hat auch eine Waage mitgebracht, als der junge „Advokat“ Balthasar – bei dem es sich in Wirklichkeit um die nach Venedig gekommene, verkleidete Portia handelt – erscheint und in letzter Minute die Lösung präsentiert: Zwar habe Shylock vertragsgemäß Anspruch auf das Fleisch, nicht jedoch auf das Blut Antonios, er dürfe also beim Herausschneiden keinen Tropfen Blut vergießen. Tue er es doch, so drohe ihm die Todesstrafe und alle seine Güter würden vom Staat konfisziert. Weiter sei in den Gesetzen Venedigs festgelegt, dass derjenige, der als Fremder nach dem Leben eines Bürgers trachte, die eine Hälfte seines Vermögens an die gegnerische Partei (Antonio), die andere Hälfte an den Staat verliere, sein Leben hänge von des Herzogs Gnade ab. Verbittert muss der Gläubiger seine Niederlage eingestehen. Doch zeigt der Doge Milde, und Antonio bietet die Rückgabe seiner Hälfte an, wenn Shylock zum Christentum konvertiere und seine Güter nach seinem Tod seiner Tochter Jessica und deren Freund Lorenzo vermache. Der gebrochene Shylock erklärt sich zu allem bereit und verlässt das Gericht. Zum glücklichen Ende treffen sich in Belmont die Paare Portia-Bassanio, Nerissa-Gratiano, Jessica-Lorenzo mit Antonio, der erfreut erfährt, dass seine Schiffe doch noch sicher im Hafen angekommen sind.

## Literarische Vorlagen und sozio-kulturelle Bezüge
Die beiden wichtigsten Handlungsstränge des Stückes, die Geschichte um einen Schuldschein, der auf ein Pfund menschlichen Fleisches als Pfand ausgestellt wird, und die Geschichte der Brautwerbung durch Kästchenwahl, basieren auf traditionsreichen, weit verbreiteten Erzählmotiven, die seit Jahrhunderten sowohl auf dem Kontinent als auch in England in Umlauf waren und in verschiedenen Fassungen existierten.

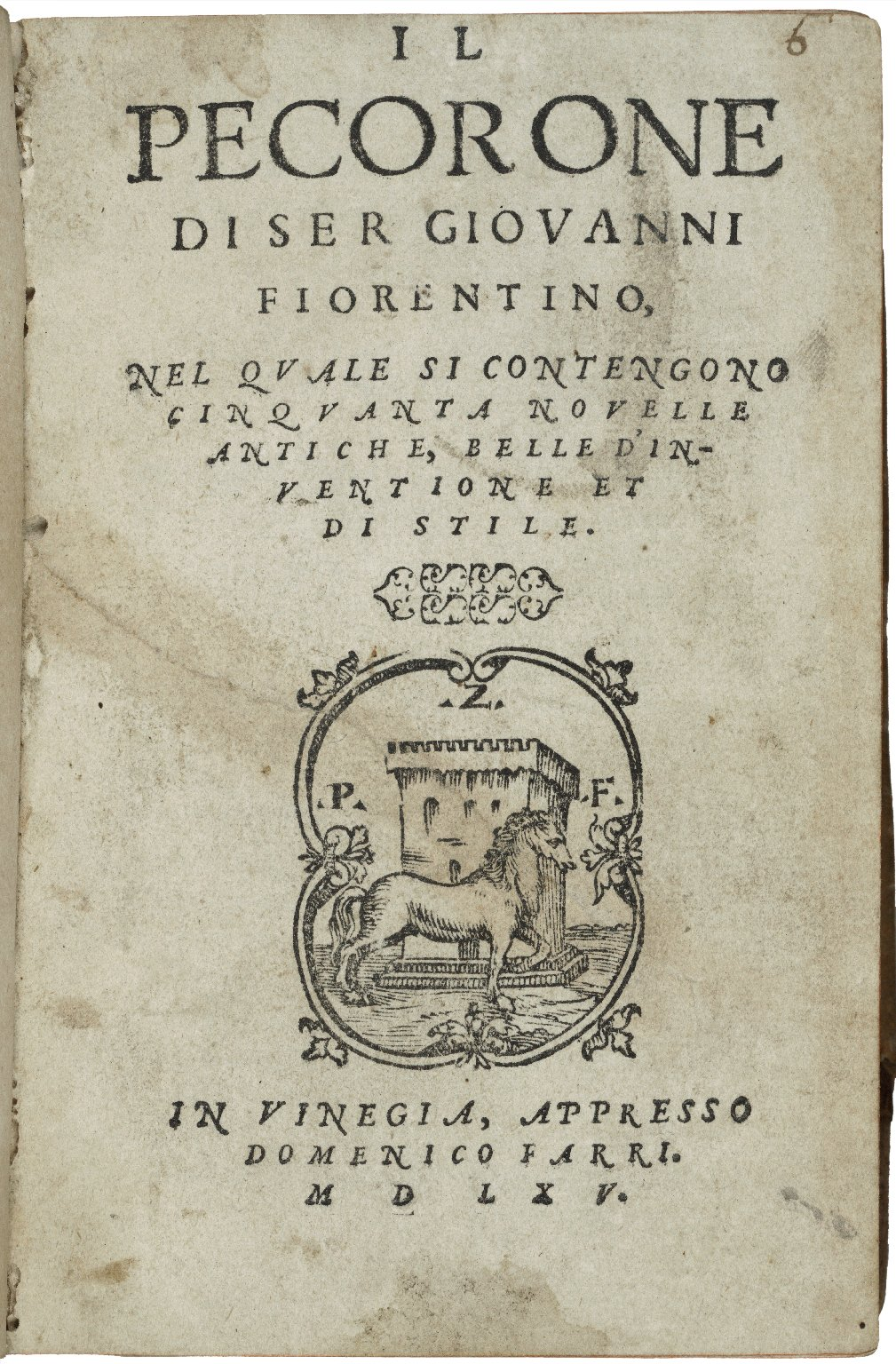
Ser Giovannis Il Pecorone, Titelblatt eines Drucks des italienischen Originals von 1565

Bei der Handlung um Antonio und Shylock ist Shakespeares unmittelbare Vorlage eine Geschichte aus der von einem gewissen Ser Giovanni aus Florenz verfassten Novellensammlung Il Pecorone, die um 1378 entstanden ist und erstmals 1558 gedruckt wurde. Als letzte Episode einer märchenhaften Romanze wird dort die Geschichte vom Fleischpfand mit anschließendem Prozess und falschem Rechtsanwalt einschließlich eines angehängten Ring-Nachspiels erzählt.
Shakespeares Stück stimmt nicht nur in zahlreichen Details wie den Schauplätzen Venedig und Belmont mit dieser italienischen Novelle überein, sondern ebenso in der Handlungsstruktur der Verknüpfung des Schuldscheinmotivs mit der Brautwerbung um die Dame von Belmont und der Ring-Episode. Eine Übersetzung dieser Novelle ins Englische ist allerdings nicht überliefert; wie Shakespeare Kenntnis von dieser Erzählung Ser Giovannis erlangte, ist ungeklärt.
Während in der italienischen Novelle der anekdotenhafte Reiz der Geschichte als solcher im Vordergrund steht, vertieft Shakespeare demgegenüber die Motivation seiner Charaktere und stellt thematisch die Problematik des Geschehens heraus. Außerdem baut er die Episoden der Haupthandlung aus und fügt entsprechend dem Aufbau seiner früheren Komödien die kontrastierenden Nebenhandlungen um Jessica und Nerissa hinzu. Zugleich akzentuiert Shakespeare die dramatischen und poetisch-atmosphärischen Momente in der Geschichte und ersetzt das erotische Schwankmotiv des erfolgreichen Beischlafs in der Novellenvorlage durch das bühnenwirksamere und beziehungsreichere Motiv der Kästchenwahl.
Dieses Erzählmotiv der Kästchenwahl findet sich unter anderem bereits in den Gesta Romanorum, einer mehrfach umgeschriebenen, ursprünglich lateinischen Sammlung von kurzen Erzählungen oder Fabeln, die auch Geistliche als Beispielfälle für ihre Predigten nutzten. Shakespeares Quelle war vermutlich eine 1595 gedruckte englische Übersetzung und Neufassung dieser mittelalterlichen Sammlung von Richard Robinson. In dieser Vorlage ist es jedoch die Leistung der Braut, einer schiffbrüchigen und aus dem Bauch eines Walfisches geretteten Königstochter, durch die richtige Wahl der bleiernen Schatulle den Nachweis zu erbringen, dass sie die geeignete Ehefrau für den Sohn des Kaisers von Rom ist.
Das Patenverhältnis, das in Ser Giovannis Novelle zwischen dem Brautwerber und dem Opfer des Wucherers besteht, wandelt Shakespeare in eine enge Männerfreundschaft um, wie er sie schon in The Two Gentlemen of Verona oder auch in frühen Sonetten dargestellt hatte. Darüber hinaus wird die Figur des jüdischen Wucherers, die in der italienischen Novellenvorlage eine blasse Nebenfigur bleibt, in Shakespeares Stück schließlich zu einer derart zentralen Gestalt, dass schon im Stationers’ Register der Alternativ-Titel The Jew of Venice eingetragen wurde.
Abstoßende Gräuelgeschichten über blutrünstige, geldgierige und christenfeindliche Juden waren im christlichen Abendland in allen Ländern verbreitet, völlig unabhängig davon, ob es dort überhaupt Juden gab. So ist beispielsweise auch Barabas, die Titelfigur von Christopher Marlowes The Jew of Malta (um 1589), ein diabolisch intriganter, im machiavellischen Sinne machtgieriger Schurke. Die Beziehung zwischen Shylock und seiner Tochter Jessica in Shakespeares Stück erinnert zudem an das Verhältnis zwischen Barabas und seiner Tochter Abigail in Marlowes Werk. Möglicherweise kannte Shakespeare auch das verschollene anonyme Stück The Jew, dessen Hauptfigur von dem Puritaner Stephen Gosson in The School of Abuse (1579; Die Schule des Missbrauchs) ebenfalls als geld- und blutgieriger Jude beschrieben wird.
Da England zu den Ländern gehörte, in denen Menschen jüdischen Glaubens schon seit 1290 ausgewiesen worden waren, ist es eher unwahrscheinlich, dass Shakespeare selbst oder aber seine Zuschauer jemals praktizierenden Juden begegnet sind. Für die meisten Engländer in der damaligen Zeit war der Jude eine mythische Figur, wenngleich im elisabethanischen London eine kleine Gruppe von Juden, zumeist assimiliert oder als Konvertiten getarnt, lebte. Einer dieser Juden war der portugiesische Leibarzt der Königin, Roderigo Lopes, der 1594 beschuldigt wurde, an einem geplanten Giftanschlag gegen Elisabeth I. beteiligt gewesen zu sein. Das Interesse und die Sensation, die seine Verurteilung und öffentliche Hinrichtung auslösten, könnte einer der Gründe Shakespeares für die Wahl seines Stoffes gewesen sein, ebenso wie die andauernde Beliebtheit von Marlowes Jew of Malta.
In der Gestalt Antonios spiegelt sich in dessen Rolle als Kaufmann des Weiteren der historische Hintergrund der fortschreitenden Ausweitung des Handels ab der Mitte des 16. Jahrhunderts, die in der Folgezeit aus Gründen der Kapitalvermehrung und Risikominderung zum Zusammenschluss von Kaufleuten zu Gesellschaften wie etwa der Muscovy Company 1555, der Levant Company zwischen 1581 und 1592 und der East India Company ab 1606 führte. Die Gewinne aus diesen Handelsunternehmungen, an denen sich auch Adelige und Monarchen beteiligten, waren außerordentlich hoch, ebenso jedoch das Risiko, alles zu verlieren. Erträge von 300 bis 400 Prozent galten als normal, solche von nur 100 Prozent als Fehlschlag. Einen Rekordgewinn von 4700 Prozent erzielte 1580 die Expedition von Sir Francis Drake.

## Datierung

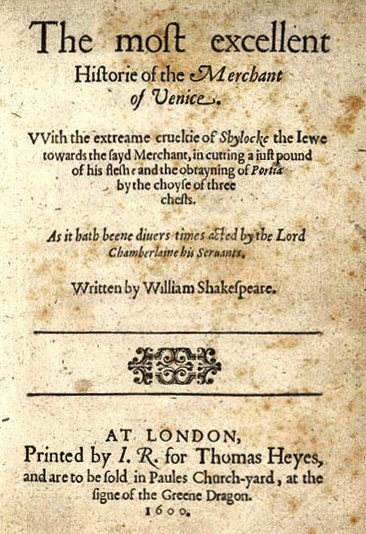
Titelseite der ersten Quartoausgabe 1600

Die genaue Entstehungszeit des Werkes ist nicht überliefert; für die heute übliche Datierung 1596/97 sprechen jedoch Wahrscheinlichkeitsgründe. Mit Sicherheit lässt sich nur der spätestmögliche Zeitpunkt der Entstehung (terminus ad quem) rekonstruieren. Am 22. Juli 1598 ließ James Robert das Stück unter dem Doppeltitel „a booke of the Marchaunt of Venyce or otherwise called the Iewe of Venyce“ in das Stationers‘ Register eintragen. Erwähnt wird das Stück auch in der Essaysammlung Palladis Tamia von Francis Meres, die rund sechs Wochen später am 7. September im Druckregister verzeichnet wurde. Meres‘ Buch enthält eine Aufstellung der bekannten Shakespeare-Dramen; den Merchant of Venice nennt er als letzte und damit wahrscheinlich jüngste von sechs Komödien Shakespeares.
Diese beiden Eintragungen belegen eindeutig, dass das Stück spätestens im Sommer 1598 zum Repertoire der Schauspieltruppe Shakespeares gehörte. Meres konnte das Werk nur aus einer zuvor erlebten Aufführung kennen; die Anmeldung zur Drucklegung der Komödie im Juli 1598 erfolgte zwei Jahre vor dem tatsächlichen Erstdruck und enthielt zudem eine blockierende Klausel (proviso), dass das Stück nur mit der ausdrücklichen Zustimmung von „Lord Chamberlain“ gedruckt werden durfte. Gemeint ist damit die Schauspieltruppe Shakespeares, die Lord Chamberlain’s Men, die sich auf diese Weise die Rechte an dem Stück sichern wollte, wahrscheinlich um so unautorisierte Raubdrucke zu unterbinden.
Einige Shakespeare-Forscher betrachten die frühe Druckanmeldung ebenso als Indiz dafür, dass das Werk wohl erst in der Theatersaison 1597/98 entstanden sein dürfte. Der blockierende Eintrag könnte dann, so die Annahme, in erster Linie dazu gedient haben, das aufgrund seiner Aktualität noch mit großem Erfolg aufgeführte Stück vor Nachahmungen durch konkurrierende Schauspieltruppen zu schützen.
Zweifelsfreie Belege oder sichere Hinweise, ob das Stück bei der Eintragung tatsächlich neu war oder aber bereits einige Zeit zuvor verfasst und möglicherweise auch gespielt wurde, liegen jedoch nicht vor.
Auch der frühestmögliche Zeitpunkt der Entstehung kann nicht mehr mit letzter Gewissheit festgestellt werden; als terminus a quo gilt in der jüngeren Forschung allgemein der Sommer 1596. Dem liegt vor allem eine heute kaum mehr strittige Textdeutung zugrunde, die eine Eingangspassage des Stückes (I, i, 27) als Anspielung auf das spanische Schiff San Andrés (St. Andrews) versteht, das 1596 im Hafen von Cadiz von den Engländern gekapert wurde. Die Nachricht von der Einnahme des spanischen Schiffes erreichte den englischen Hof am 30. Juli 1596 und war allgemeiner Gesprächsstoff; auch im Sommer und Herbst des folgenden Jahres sorgte die Galleone in den Händen der Engländer mehrfach für Aufmerksamkeit, da sie zu stranden oder unterzugehen drohte. Möglicherweise beziehen sich die Andeutungen in der Anfangsszene des Stücks auch auf diese späteren Ereignisse im Jahre 1597.
Grundsätzlich wäre es zwar denkbar, dass die historischen Andeutungen in der Anfangsszene erst nachträglich einer zuvor fertiggestellten Fassung des Stückes hinzugefügt wurden; gegen eine solche Annahme sprechen jedoch vor allem stilistische Vergleichsanalysen mit anderen Werken Shakespeares, die ebenfalls einen Entstehungszeitraum vor 1596 mit relativ hoher Wahrscheinlichkeit ausschließen lassen. Zudem steht das Stück offensichtlich unter dem Einfluss der 1595 erschienenen Schrift The Arraignment and Conviction of Usury (Die Beurteilung und Verurteilung des Wuchers) von Miles Mosse und dürfte daher nicht vor 1596 entstanden sein.
Frühere Datierungen des Werkes auf 1594 gelten demgemäß aus heutiger Sicht überwiegend als ungesichert. Die antijüdische Stimmung, die durch den Hochverratsprozess gegen Roderigo Lopes, den jüdischen Leibarzt Königin Elisabeths, und dessen Hinrichtung 1594 ausgelöst worden war, wurde durch die Wiederaufführung von Marlowes The Jew of Malta von Januar bis Juni 1596 weiter geschürt; ein entsprechendes Publikumsinteresse war wohl auch zu dieser Zeit noch zu erwarten.

## Textgeschichte

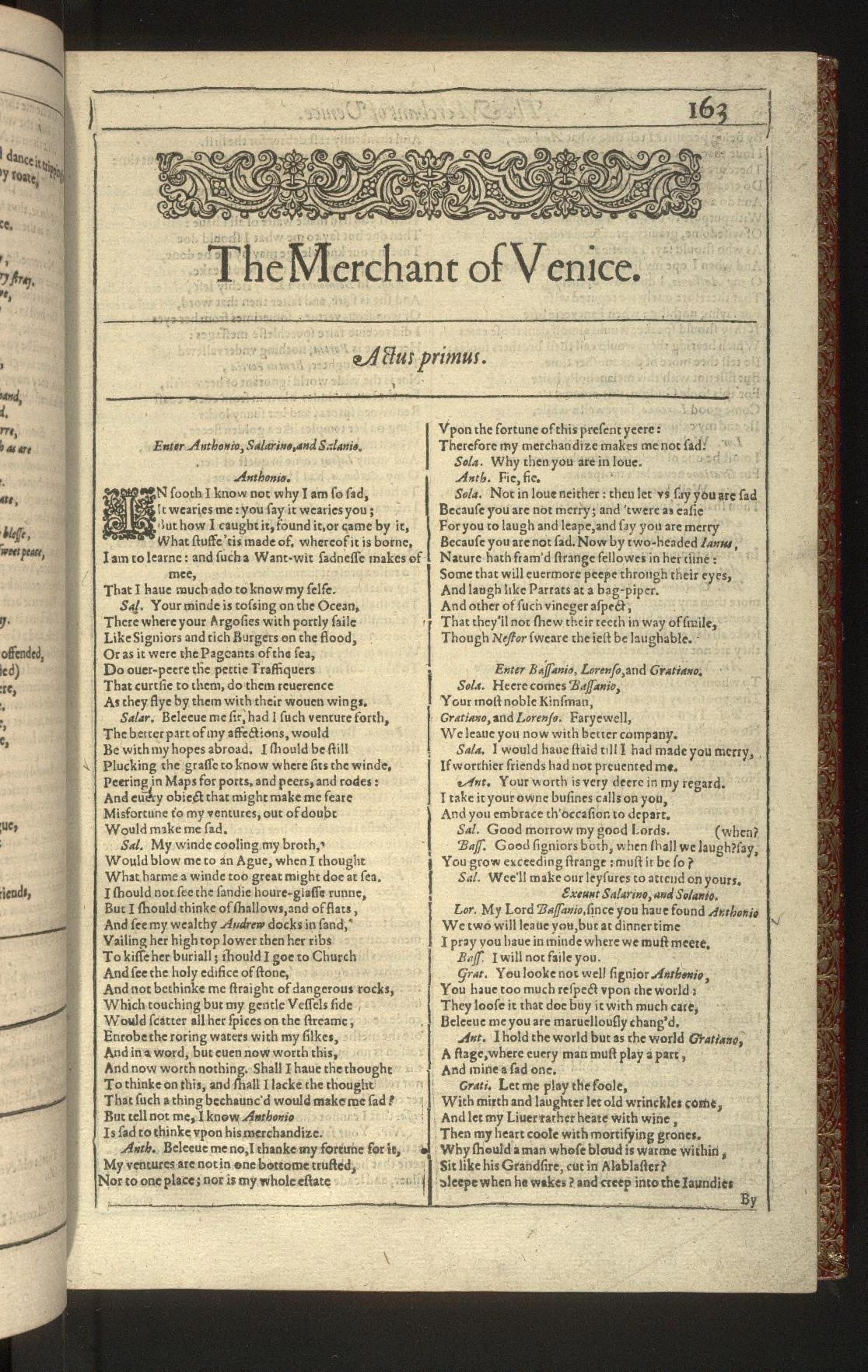
Erste Folio-Ausgabe 1623, gedruckt von Edward Blount und Isaac Jaggard

Die erste Quarto-Ausgabe von The Merchant of Venice (Q1) erschien 1600; der entsprechende Eintrag im Stationers’ Register vom 28. Oktober 1600 verzeichnet allerdings eine Übertragung der Druckrechte von James Roberts auf Thomas Hayes. Die Titelseite des Erstdrucks enthält neben der Angabe des Verfassers („Written by William Shakespeare“) ebenso den Zusatz „Printed by I.R. [James Roberts] for Thomas Heyes“ und einen Hinweis auf vorangegangene Aufführungen der Lord Chamberlaine‘s Men („As it hath beene diuers times acted by the Lord Chamberlaine his Seruants“). Die Hintergründe des Übergangs der Druckrechte sind ungeklärt, da es keinerlei gesicherte Informationen über die geschäftlichen Beziehungen zwischen Roberts, Hayes und der Schauspieltruppe Shakespeares gibt. Verschiedene Shakespeare-Herausgeber mutmaßen allerdings, dass Roberts in eigenem Namen oder im Auftrag der Lord Chamberlain’s Men handelte und bei den Stationers zur Legitimation des Druckes im Oktober 1600 nochmals eine Theaterabschrift bzw. ein Regiebuch (prompt-book) der Schauspieltruppe vorlegen musste. Dafür spricht auch die merkwürdige Redundanz in dem Eintrag der Stationers („a booke called the booke of the m chant of Venyce“), da die elisabethanischen prompt-books in der Regel die Aufschrift („The book of …“) enthielten.
Dem Druck der ersten Quarto-Ausgabe von The Merchant of Venice lag jedoch aus heutiger textkritischer Sicht – entgegen früheren Hypothesen – höchstwahrscheinlich keine Theater- oder Regieabschrift, sondern ein handschriftliches Manuskript Shakespeares zugrunde. Die für die prompt-books charakteristischen präziseren Bühnenanweisungen fehlen nahezu vollständig; orthografisch lassen sich an markanten Stellen ebenso Übereinstimmungen mit der Entwurfsfassung (sogenanntes foul paper) von Hamlet finden. Da der Text andererseits nur eine erstaunlich geringe Anzahl von Druckfehlern oder Irrtümern aufweist, wurde möglicherweise eine Reinschrift der ersten Schmierfassung (fair copy) für den Druck genutzt.
1619 erfolgte ein weiterer Druck im Quarto-Format (Q2) mit der trügerischen Angabe „Printed by J. Roberts, 1600“. Lange Zeit wurde dieser Druck fälschlicherweise als erste Quarto-Ausgabe betrachtet. Pollard, Greg und andere Shakespeare-Forscher konnten jedoch Anfang des 20. Jahrhunderts zweifelsfrei nachweisen, dass es sich tatsächlich um einen teilweise fehlerhaften Nachdruck von Q1 handelt, der von William Jaggard im Auftrag von Thomas Pavier vorgenommen wurde und Teil der sogenannten False Folio war. Pavier, der offenbar eine erste Sammlung von Shakespeare-Dramen herausgeben wollte, verfügte nicht über die erforderlichen Druckrechte und täuschte diese daher durch falsche Rückdatierungen und unwahre Angaben vor. Dieser zweiten Quarto-Ausgabe (Q2), die an verschiedenen Stellen von Q1 abweicht, wird heute in der Regel keine Textautorität mehr zuerkannt.
Die erste Folio-Ausgabe (F1) von The Merchant of Venice erschien 1623 auf Grundlage des Quarto-Drucks (Q1) von 1600, wie orthografische und typografische Übereinstimmungen zeigen. Allerdings wurde der ursprüngliche Text von Q1 durch verschiedene Bühnen- und Regieanweisungen sowie Akteinteilungen ergänzt, was darauf schließen lässt, dass zusätzlich wahrscheinlich ein prompt-book für die Drucklegung herangezogen wurde.
Weitere Folio-Ausgaben wurden 1632 (F2), 1663 (F3) und 1685 (F4) als Nachdrucke der ersten Folio-Ausgabe veröffentlicht; eine dritte Quarto-Ausgabe (Q3), die überwiegend der Fassung des ersten Quarto-Drucks (Q1) folgt, wurde 1637 von Hayes‘ Sohn Laurence gedruckt. Diese nach 1623 erschienenen Ausgaben können als bloße Nachdrucke vorhergehender Druckfassungen jedoch keine größere Textgeltung beanspruchen.

## Das Werk und seine Rezeption
Kaum ein anderes Shakespearedrama ist so unterschiedlich aufgenommen und gedeutet worden wie The Merchant of Venice. Shylock als eine der Hauptfiguren gehört zu den am häufigsten diskutierten dramatischen Charakteren Shakespeares. Dabei ist er sowohl als dämonischer Bösewicht als auch als komischer betrogener Betrüger oder als Mitleid erregende tragische Figur gedeutet worden.
Ebenso breit ist die Skala der Antworten auf die immer wieder aufgeworfene Frage nach der grundsätzlichen Aussage oder der zugrundeliegenden Intention des Autors. Neben allegorischen Interpretationen, bei denen das Werk als Dramatisierung des Triumphs der Gnade über die Gerechtigkeit im strengen Sinne verstanden wurde, finden sich monothematische Deutungen, die in gewissen themenspezifischen Begriffen wie etwa „love’s wealth“ den Schlüssel zu einem Gesamtverständnis sehen. In jüngeren Interpretationsansätzen wird zunehmend die wesentliche Intention Shakespeares darin gesehen, die vermeintlich siegreiche Wertewelt Antonios und Portias ironisch oder subversiv als brüchig und hohl darzustellen.
Diese völlige Unterschiedlichkeit oder Widersprüchlichkeit der Deutungen des Stückes ist einerseits auf die historisch und kulturell sich wandelnden kollektiven wie auch individuellen Einstellungen dem Judentum und dem Geldgeschäft gegenüber zurückzuführen, liegt andererseits aber ebenso grundsätzlich in der Anlage des Werkes selbst begründet.
Shakespeare verknüpft in diesem Stück einschließlich der kürzeren Ereignissequenzen insgesamt fünf Handlungsstränge, die als solche von heterogener Art sind und ein unterschiedliches dramatisches Potenzial aufweisen. Die Geschichte von der Brautlotterie und der rätselhaften Kästchenwahl ist beispielsweise vom Grundtyp her ein Märchen, die Geschichte um den Schuldschein und den Darlehenstreit ein Schwank. Alle Teilhandlungen oder Episoden stammen aus Traditionen des volkstümlichen Erzählens, die nicht dem Gebot einer Wahrscheinlichkeit oder Wirklichkeitsnähe der Handlung folgen und mit einfachen Figurentypen operieren wie der schönen reichen Erbin, dem listigen Betrüger oder dem ehrenwerten Kaufmann.
Aus diesen vorgefundenen Materialien entwickelt Shakespeare theatralisch höchst wirkungsvolle Szenen mit komplexen Charakteren und baut die in den Handlungen angelegten Themen und Konflikte aus. Wie teilweise auch in anderen seiner Bühnenwerke verzichtet er dabei darauf, sämtliche thematischen Aspekte und dramatischen Momente zu einem geschlossenen, in sich vollständig stimmigen Ganzen zusammenzufügen. Einige Momente werden bis zur Ebene der höchsten Komplexität entfaltet, andere werden ohne größere Veränderung ähnlich schlicht oder märchenhaft belassen wie in der zugrundeliegenden Quelle. Die Ungereimtheiten oder Unstimmigkeiten, die derart entstehen, werden nicht an allen Stellen bereinigt oder vollständig beseitigt.
Die Verflechtung der verschiedenen Handlungsstränge, vor allem der Hauptgeschichten vom Fleischpfand und der Kästchenwahl, erfolgt über Verbindungsfiguren, die als Handlungsträger in allen Teilplots mitwirken. Sie ist, wie schon in der frühen Shakespeare-Kritik im 18. Jahrhundert anerkannt wurde, durchaus gelungen. Bassanio ist gleichzeitig der Freund des Kaufmanns und der würdige, erfolgreiche Brautwerber. Auf diese Weise wird durch die Personalunion das beliebte Thema der Konkurrenz zwischen Freundschaft und Liebe aufgegriffen. Portia wiederum ist nicht nur die umworbene reiche Erbin, sondern fungiert ebenso in Verkleidung als der Rechtsexperte, der die Wende im Prozess bewirkt.
Ähnlich kunstvoll ausgestaltet und theatralisch wirksam inszeniert werden auch die Szenen, die dramaturgisch das Rückgrat des Stückes bilden: die Diskussionen und Verhandlungen zwischen Shylock, Antonio und Bassanio über das Darlehen und die damit verbundenen Bedingungen, die drei spannungsreichen und sprachlich glanzvollen Kästchenwahl- und Rätselszenen, die große Gerichtsszene, die nahezu den gesamten vierten Akt umfasst, und schließlich die gleichermaßen umfangreiche Schlussszene im nächtlichen Belmont, welche die Harmonie am Ende wiederherstellt.
Die Schauplätze und Handlungswelten von Venedig und Belmont werden von Shakespeare in ihrer Verschiedenartigkeit dargestellt, jedoch durch die Ausgestaltung des in ihnen enthaltenen thematischen Materials zueinander in enge Beziehung gebracht.
Antonio und Shylock sind als Kontrahenten in der Pfandgeschichte einerseits Gegenpole nicht nur als Christ und Jude, sondern auch als ernsthaft-melancholischer Held und gerissen-komischer Schurke. Sie vertreten andererseits auch unterschiedliche Konzeptionen und Wertehaltungen im Geschäftsleben.
So fußt das Kaufmannsethos Antonios vor allem auf der Übertragung aristokratischer Werte und Haltungen in die Welt des bürgerlichen Handels: Antonio zeigt sich in seiner Rolle als Kaufmann vor allem als ein großzügiger, selbstloser Freund, der zu jedem Opfer bereit ist und damit dem Ideal des Renaissance-Humanismus entspricht. Geld ist für ihn die Grundlage kultivierter Geselligkeit und zirkuliert frei zwischen Freunden und Liebenden.
Die Haltung kennzeichnet nicht nur sein Verhalten gegenüber Bassanio; auch ansonsten handelt er in Shakespeares Stück nach dem historisch neuen Prinzip der Geschäftsfreundschaft und verleiht sein Geld grundsätzlich ohne Verzinsung oder Sicherheit. Seine Leistung als Kaufmann zeigt sich neben der Freundschaft gleichermaßen in seiner Bereitschaft zum Risiko; sein Handelskredo wird von Shakespeare im Kern durch Ausdrücke und Begriffe des Wagnisses oder Wagemuts wie „hazard“ oder „venture“ charakterisiert. Insbesondere seine Schiffe werden als „ventures“ dargestellt, die ihn in seiner Position als „royal merchant“ an die launenhafte Fortuna ausliefern, was er jedoch mit großer Gelassenheit erträgt.
Demgegenüber ist Shylock ein Geschäftsmann, der Zinsen verlangt. Geld ist für ihn ein Selbstzweck; er verleiht es nur, um noch mehr Geld anzuhäufen oder den Schuldner ganz in seine Gewalt zu bekommen. Dies wird ihm in Shakespeares Werk als Wucher angelastet, obwohl ein solches Vorgehen in der damaligen frühkapitalistischen Realität bereits legitim und üblich war. Zinsen sind für Shylock im ursprünglichen Sinne des Begriffs „interest“, mithin Eigennutz; für sein verliehenes Geld fordert er Sicherheiten.
Aus seiner Sicht ist die List im Geschäftsleben sehr wohl erlaubt; das Erworbene will er horten und ist um keinen Preis bereit, es herzugeben. Er hasst Antonio als seinen Gegenspieler, der nicht nur in religiöser Hinsicht einem anderen Glauben folgt, sondern ebenso in seinen geschäftlichen Praktiken eine völlig andere Werthaltung vertritt. Shylock betrachtet auf diesem Hintergrund den Handel daher als eine Form des Kampfes.
Als thematische Parallele zur Handels- und Darlehensgeschichte baut Shakespeare die Brautlotterie zu einer Parabel über die gleichen Werte und Einstellungen aus: Portia ist eine reiche Erbin, so wie Shylock und Antonio reich sind. Wer sie als Braut gewinnt, erwirbt ein Vermögen. Während in der literarischen Gattung der Komödie die enge Verzahnung zwischen Liebeswerbung und Vermögenserwerb in der Regel tabuisiert ist, wird sie von Shakespeare in seinem Stück durchgehend thematisch und leitmotivisch in das Blickfeld gerückt. Portia ist hier nicht nur ein Muster an Tugend und Schönheit, sondern zugleich auch ein Wertobjekt. Ihrem inneren Wert entspricht ihr äußerer Reichtum; symbolisch wird dieser Zusammenhang verdeutlicht durch die Geld- und Handelsmetaphorik, in der die Liebe als ein Tauschhandel und ihr reicher Lohn als ein Wucherzins erscheint (III,ii).
Ebenso wie in der Welt des Handels ist auch im Bereich der Liebe die Bereitschaft zum Wagnis entscheidend; neben den Begriffen des Glücks finden sich in den Portia-Szenen gleichermaßen an zentralen Stellen Ausdrücke des Wagnisses wie „hazard“, „venture“ oder „take a chance“. Portia selbst ist zum Risiko bereit, indem sie ihr eigenes zukünftiges Schicksal der von ihrem Vater verfügten Brautlotterie anvertraut. Ebenso sind ihre Freier Wagemutige mit einem hohen Einsatz, denn sie müssen schwören, nie wieder um eine Frau zu werben, falls sie scheitern sollten.
Bassanio ist in der Brautwerbung erfolgreich, da er das Kästchen mit dem Spruch wählt, der von dem Wählenden verlangt, alles für etwas äußerlich Unscheinbares wie Blei zu riskieren. Dem Edelmetall, nach dem er strebt, steht er mit Distanz gegenüber; seine Haltung entspricht damit ebender des Kaufmanns und er gewinnt zu Recht.
Das riskante Wagnis („venture“) äußert sich in Bassianos Wahl des bleiernen Kästchens in gleicher Weise wie in Antonios Einstehen für seinen Freund; dieser Wagemut entspringt zugleich einer Haltung des Spiels dem Leben gegenüber, die auch kennzeichnend ist für Portias und Nerissas virtuose Verkleidungskomödie. Shylock hingegen kann sich ein derartiges Spiel nicht leisten; dementsprechend wird er in der fest- und spielfreudigen Welt Venedigs als ein Fremdkörper gesehen, den Portia in Männerkleidern „überspielt“, indem sie seinen Rechtsanspruch gegen ihn selbst wendet.
In der Praxis der Durchführung wird das Schwarz-Weiß-Schema der Guten und der Bösen, des richtig und des falsch Handelnden in The Merchant of Venice immer wieder relativiert, da Shakespeare seine Charaktere nicht als konsistent oder völlig widerspruchsfrei darstellt, sondern sie je nach szenischem Kontext durchaus unterschiedlich handeln lässt.
So zeigt sich Portia beispielsweise in der Welt von Belmont allen anderen gegenüber als großherzig, während sie in ihrer Rolle als falsche Rechtsexpertin in dem Prozess gegen Shylock advokatische Winkelzüge anwendet, die in deutlichem Widerspruch zu ihrem bisherigen Verhalten stehen. Zudem predigt sie den Segensreichtum einer Gnade, die sie selbst jedoch nicht gelten lässt.
Die größte Palette an Variationen findet sich in der Ausgestaltung der Figur des Shylock. Während er in verschiedenen Szenen als komischer Schurke auftritt, der sich der Lächerlichkeit preisgibt, gibt es ebenso Passagen wie sein berühmtes Plädoyer für die Mitmenschlichkeit der Juden (III.1), die das Mitgefühl oder die Sympathie der Zuschauer wecken und in denen das Publikum durchaus dazu verleitet wird, Shylocks Sichtweise der christlichen Geschäfts- oder Handelswelt als einer rücksichts- oder skrupellosen Kumpanei zu teilen.
Gleichermaßen ist Antonio als Kaufmann und Freund nicht nur ein Vorbild an Beständigkeit, sondern hat zugleich seine dunklen oder offen gelassenen Seiten und Charakterzüge wie etwa seine betonte Traurigkeit am Anfang des Stückes. Ebenso wenig wird seine Beziehung zu Bassanio eindeutig geklärt; es bleibt offen, ob die beiden sich durch eine reine Männerfreundschaft verbunden fühlen, deren Konflikt mit der Liebe zwischen Mann und Frau zu den beliebten Renaissancethemen gehörte, oder ob ihre Beziehung zumindest unterschwellig homoerotisch geprägt ist, wie dies verschiedene moderne Interpreten annehmen.
Oftmals besteht zwischen den einzelnen Szenen des Stückes nur ein lockerer Zusammenhalt; anstelle von szenenübergreifenden Aspekten treten die lokalen, auf das Hier und Jetzt gerichteten Momente oder Belange in den Vordergrund. Die unterschiedlichen Bauelemente oder Komponenten des Stückes werden nicht durchgängig eng miteinander verzahnt; stattdessen korrespondieren separate und auch disparate Teile in eher losem Zusammenhalt durch Wiederholungen, leitmotivische Gemeinsamkeiten oder aber kontrastierende Gegensätze miteinander.
In dieser Hinsicht werden beispielsweise verschwenderisches Geben oder Wagen und engherzige Berechnung oder Habgier in paradoxer Bildhaftigkeit nicht nur einander gegenübergestellt, sondern zugleich in eine spezifische Beziehung zueinander gebracht, die das idealistische Selbstverständnis der Jeunesse dorée Venedigs stets aufs Neue in Frage stellt.
Das in der Schlussszene in einer lyrisch verklärten und heiter verspielten Atmosphäre beschworene Bild der harmonisch vereinten Paare und die symbolhaft in der platonischen Sphärenmusik zum Ausdruck kommende Vorstellung einer zwischenmenschlichen und kosmischen Eintracht, welche die Zwietracht in dem Geschehen um Shylock verblassen lässt, wird gleichfalls kontrastiv überschattet von den Liebestragödien, die Lorenzo und Jessica in ihrem Duett in Erinnerung rufen.
Auch die sprachliche Gestaltung von The Merchant of Venice ist geprägt durch den zentralen Gegensatz der dargestellten unterschiedlichen Welten Venedigs und Belmonts. Die Sprache der jungen Liebenden ist witzig verspielt und wird durch bildhafte poetische Vergleiche angereichert, jedoch gleichermaßen durch anzügliche Zweideutigkeiten oder geschliffene Rhetorik flexibel den jeweiligen Situationen angepasst.
Shylocks Redeweise ist demgegenüber bestimmt durch stakkatohafte Wiederholungen oder abgehackte Satzpartikel, alttestamentliche Ausdrücke und bildhafte Wendungen aus der Welt der niederen oder abstoßenden Tiere; seine konkret dingliche Diktion steht in schriller Dissonanz nicht nur zu der verspielten Sprechweise der Liebespaare, sondern auch zu der an mehreren Stellen gefühlstiefen, melancholischen Ausdrucksweise Antonios, die ihrerseits wiederum den heiteren und geselligen Sprachton seines Freundeskreises in Frage stellt. Trotz Portias rettendem Eingreifen, das verhindert, dass er dem konventionellen Konflikt von Freundschaft und Liebe zum Opfer fällt, bleibt auch er wie Shylock aus der glücklichen Gemeinschaft der vereinten Liebespaare in der Komödiengesellschaft ausgeschlossen.
In dieser Hinsicht gehört die Entsprechung zwischen dem Titelhelden und seinem Antagonisten als Außenseiter oder Vereinsamte durchaus zu den beunruhigenden Momenten des Stückes, das die Verklärung oder Idealisierung der schlussendlich harmonischen Welt der Komödiengesellschaft in Frage stellt. Mit dem Aufwerfen dieser ironischen Brechungen kommt Shakespeares Komödie zum Teil einer Tragödie nahe und führt trotz des scheinbar glücklichen Ausgangs zu einer positiven Verunsicherung der Rezipienten, die stets aufs Neue eine weitere Auseinandersetzung mit dem Werk auf Seiten der Leser, Zuschauer, Regisseure und Kritiker provoziert hat.
Die Versuche in verschiedenen neueren Interpretationen des Merchant of Venice, die darauf abzielen, durch das einseitige Herausstellen jeweils spezifischer Momente und das Ausblenden anderer Aspekte eine einheitliche Aussage des Stückes auszumachen, schreiben dagegen dem Stück wahrscheinlich eine größere Geschlossenheit zu, als Shakespeare selbst sie intendierte.

## Zum Verständnis

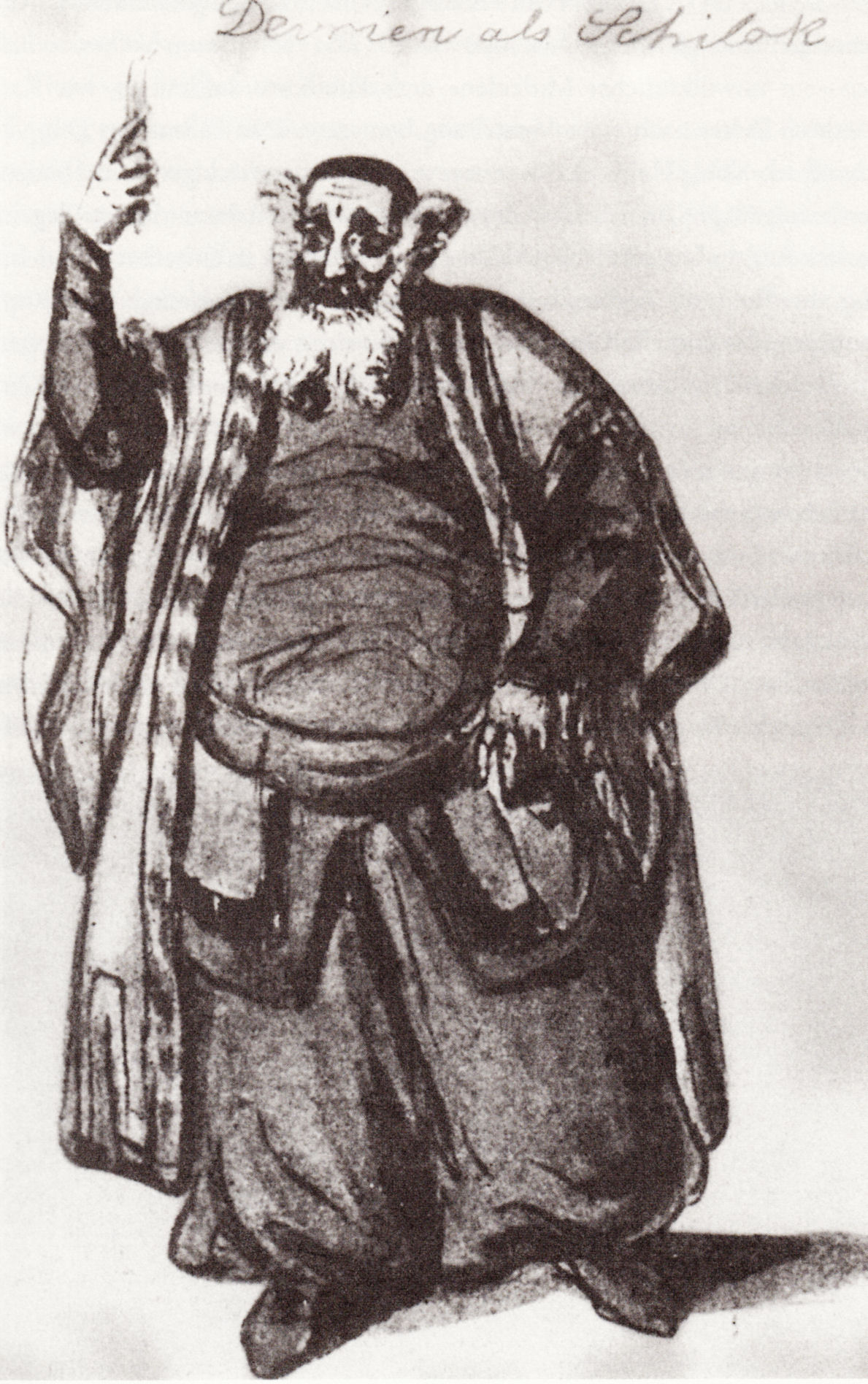
Ludwig Devrient als Shylock (Skizze von Wilhelm Hensel)

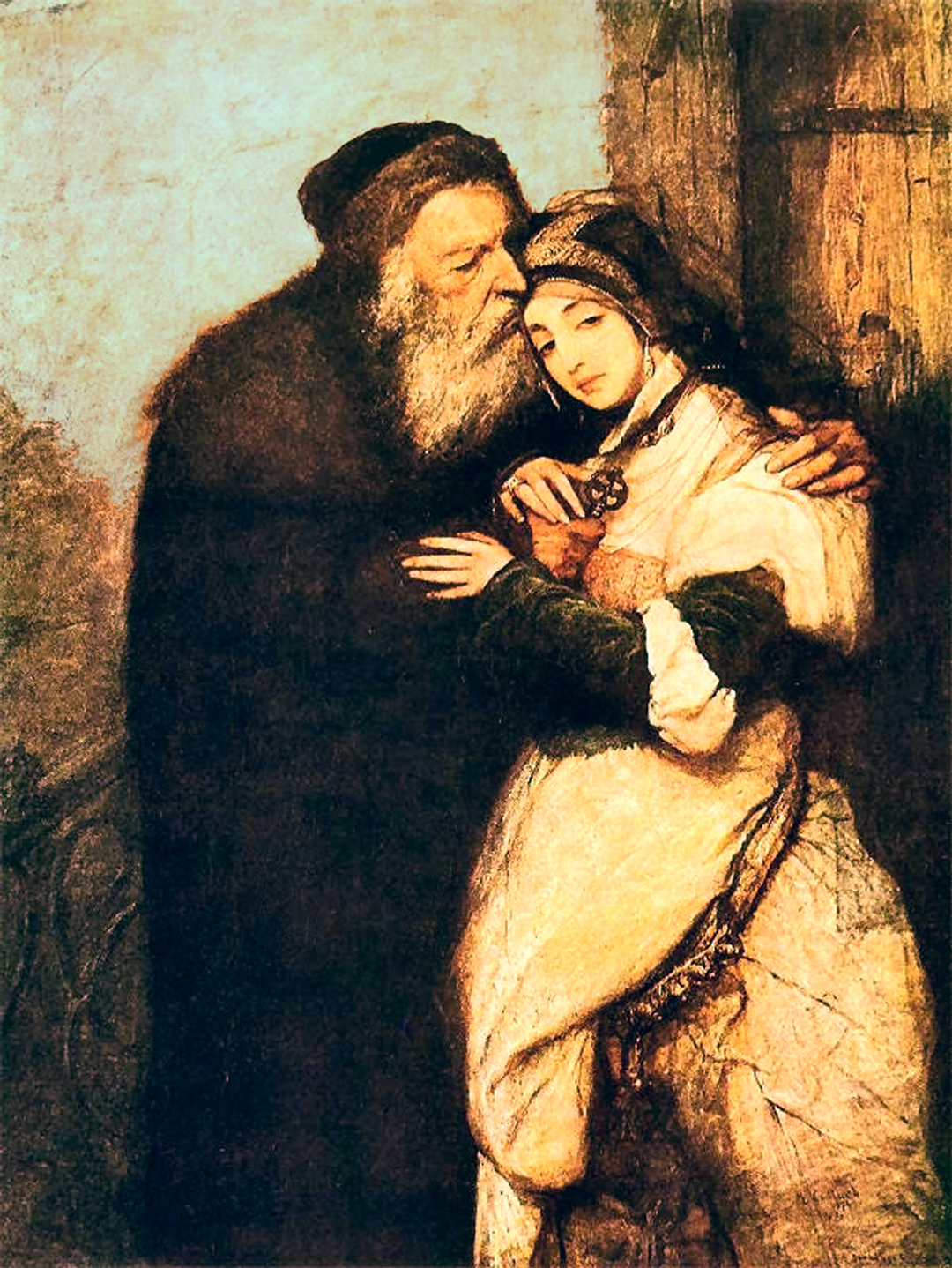
Shylock und Jessica von Maurycy Gottlieb (1856–1879)

In diesem Stück greift Shakespeare mit Shylock, dem reichen jüdischen Wucherer, auf die Figur des Vice zurück. Man begegnet dem Vice in verschiedenen anderen Figuren Shakespeares, etwa in Richard III., Jago, Lady Macbeth oder in Hamlets Onkel, dem König Claudius. Eine Verteufelung des Jüdischen ist darum hier so wenig vorhanden wie in den anderen Beispielen eine Herabsetzung des Königtums. Der Verlauf des Stücks rückt denn auch weder Shylocks Judentum noch seinen Wucher ins Zentrum, sondern, wie Karl Marx es nennt, das erbarmungslose „Shylock’sche Festklammern am Buchstaben des Gesetzes“. Dieses blinde Bestehen auf Recht und Gesetz ist es, was im Höhepunkt der Handlung auf Shylock selbst zurückfällt. Portia sagt es unmissverständlich: „Denn weil du so auf Recht pochst, sei gewiss: Recht sollst du bekommen, mehr als du begehrst.“ (IV.1)
Auf Antonio, dem Gegenspieler des Vice und Anführer der guten Mächte, lastet, ähnlich wie später auf Hamlet, die Schwermut. Obwohl im Verlauf des Stücks nicht mehr erwähnt, wird sie als eigentliches Thema dem Publikum von Antonio selbst angekündigt: „Von was für Stoff es ist, woraus erzeugt, das soll ich erst erfahren.“ Die „Schwermut“ ist in das Christentum unter dem Begriff der Acedia eingegangen. Im Verbund mit der Sünde der Sünden, dem Hochmut, als Verhärtung des Herzens gegen Gott, rechnet sie das Mittelalter zu den Todsünden. Im Übergang zur Renaissance wird die Acedia radikal neu bestimmt und als Tugend umgewertet. Das ist der Sinn, in dem Shakespeare sie gebraucht: die Traurigkeit kommt aus der Tugend der Empfindlichkeit für das Unrecht in der Welt.
Was Theodor Mommsen zufolge „Shylock sich von seinem Todfeind halb zum Spott ausbedingt“, ist eine moralische Allegorie auf Fortuna oder, mit christlichem Begriff gesagt, auf „die Prädestination oder das Schicksal“. Shakespeare nennt Fortuna darum gerne eine „Hure“, weil sie es mit den guten und den bösen Mächten ohne Unterscheidung „treibt“ und bald diesen und bald jenen begünstigt. Der „Vice“ hat jene launische Göttin stets zunächst auf seiner Seite. Im Falle von Macbeth tritt ihre Macht leibhaftig als die „drei Schicksalsschwestern“ auf. Im „Kaufmann“ erwirkt sie zunächst die Schicksalsschläge gegen den selbstlosen Antonio. „Nicht ein einziger Treffer“ gelingt ihm, und die höheren Mächte scheinen seine Liebe und seine Großmut schlecht zu vergelten. Darauf nämlich, auf das Verhängnis, genauer aber auf die Gerechtigkeit Gottes, zielt Antonios bittere Ironie in der Schicksalsstunde: „Denn schneidet nur der Jude tief genug, so zahl ich gleich die Schuld [d. h. meine Liebe] von ganzem Herzen.“ (IV.1)
Mit dem plötzlichen Umschwung im Prozess hat die Macht des Schicksals anscheinend nichts zu tun. Es ist aber kaum Zufall, dass die Fügung sich im Augenblick der Wende dem guten Bund wieder günstig zeigt, als hätte eigentlich sie die Hand im Spiel. Auf das Schicksal wird daher auch ausdrücklich hingewiesen: „drei Eurer Galeonen sind reich beladen plötzlich eingelaufen; ich sag Euch nicht, was für ein eigner Zufall den Brief mir zugespielt hat.“ (V.1)

## Kritik
Shakespeares Komödie wird vor allem seit dem beginnenden 20. Jahrhundert besonders unter dem Einfluss nationalsozialistischer Aneignungsversuche Antisemitismus vorgeworfen, wobei Judenfeindlichkeit im elisabethanischen Theater tatsächlich nichts Ungewöhnliches war. Bekanntestes Beispiel neben Shakespeares „Kaufmann“ ist Christopher Marlowes wesentlich undifferenzierteres Drama The Jew of Malta. Shylocks Handeln wird durch die Unterdrückung der jüdischen Gemeinden und der einzelnen Juden (Gutwilligkeit des Rezipienten vorausgesetzt) verständlich, die im Stück zwar keine zentrale Rolle spielt, aber durchaus erwähnt wird. Auch der berühmte Verteidigungsmonolog Shylocks, in dem er sich über die Ungerechtigkeiten beklagt, unter denen er zu leiden hat: „Wenn ihr uns kitzelt, lachen wir nicht? Wenn ihr uns vergiftet, sterben wir nicht? Und wenn ihr uns beleidigt, sollen wir uns nicht rächen?“ (III.1) mildert den Tenor des Stückes. Die Großmütigkeit der christlichen Protagonisten des Stücks steht im Kontrast zur Rachsucht und Engherzigkeit Shylocks.
Wie in den mittelalterlichen Mysterienspielen soll mit diesem Stück der ethische Grundsatz Gnade vor Recht demonstriert werden. Gemeint ist, dass die Gnade (christlich, Neues Testament) noch über dem Recht (jüdisch, Altes Testament) stehen soll. Das ist die Tradition, die Shakespeare übernimmt, auch wenn seine Figuren nicht mehr so allegorisch wirken wie einst. Jedoch ermöglichte Shakespeares facettenreiche Charakterisierung des eigentlich als komischen Schurken angelegten Shylock auch andere Interpretationen des Stoffs. Bereits Mitte des 19. Jahrhunderts gab es erste mitfühlende Darstellungen des Shylock, die seine tragische Ambivalenz herausstellten. Der säkularisierte Jude Ludwig Börne wies in seinem Essay Der Jude Shylock im „Kaufmann von Venedig“ auf die menschliche Tragik Shylocks hin. Noch engagierter tat dies Heinrich Heine in seinen Ausführungen über Jessica und Portia in seiner Schrift Shakespeares Mädchen und Frauen.
Der jüdische Schauspieler Alexander Granach verkörperte den Shylock 1919 unter Elisabeth Berger am Münchner Schauspielhaus und Anfang der 1920er Jahre an der Berliner Volksbühne. Er galt als einer der besten Shylock-Darsteller.
Während die Figur des Shylock in der NS-Zeit, als das Stück wieder häufiger aufgeführt wurde (etwa 1943 am Wiener Burgtheater oder in der Verfilmung mit Werner Krauß), oft als Verkörperung des der nationalsozialistischen Rassenideologie entsprechenden Judenbildes mit allen den Juden zugeschriebenen charakterlichen und physiognomischen Stereotypen dargestellt wurde, hat sich angesichts des Holocausts die mitfühlende Darstellung des Shylock durchgesetzt. Auch die jüngste Verfilmung des Stoffs, Michael Radfords Der Kaufmann von Venedig mit Al Pacino in der Rolle des Shylock, verfährt so: Der Film beginnt mit einer Montage von Szenen, die den zeitgenössischen Antisemitismus zeigen: Hetzreden fanatischer Wanderprediger, das Verbrennen von Talmuddrucken sowie das Bespucken und Schlagen von Juden. Hier wird offensichtlich, warum Shylock im entscheidenden Augenblick falsch handelt. Die Gnade, die von ihm hier erwartet wird, kann er nicht gewähren, weil ihm die Liebe als Voraussetzung dafür fehlt. Sie wurde von den venezianischen Nichtjuden zerstört.
In neueren deutschen Inszenierungen wurde das Problem der Darstellung Shylocks selbst thematisiert. In den Aufführungen unter der Regie von Peter Zadek wurden 1973 und 1988 bewusst alle Normen der politischen Korrektheit provokativ in Frage gestellt; George Tabori präsentierte 1978 in seinen Improvisationen über Shylock mit seinem zwölfmaligen Durchspielen des Schicksals von Shylock die Traumata des deutschen Umgangs mit diesem Werk Shakespeares.

## Adaptionen

### Film und Fernsehen
Die erste Verfilmung war, unter der Regie von Lois Weber, der Stummfilm von 1914, The Merchant of Venice. 1923 wurde die Komödie erneut, diesmal von Peter Paul Felner, verfilmt. 
1969 zeigte das deutsche Fernsehen eine vielbeachtete Interpretation, in der der jüdische Schauspieler und Regisseur Fritz Kortner die Rolle des Shylock übernahm. Max Eckard spielte die Titelrolle, Sabine Sinjen die Portia, Folker Bohnet den Bassiano und Heinz Petters den Lanzelot Gobbo; weitere Rollen hatten Boy Gobert, Karl Paryla, Gertraud Jesserer und Peter Vogel (Regie: Otto Schenk). 
In Douglas Hickox’ Horrorfilm Theater des Grauens von 1973 zeigt Vincent Price als Edward Lionheart zusammen mit Diana Rigg eine leichte Abwandlung der Szene, die dort als lebendiges Theater angekündigt und auch durchgeführt wird. Eine weitere Fernsehfassung wurde am 18. September 1990 ausgestrahlt. Unter der Regie von George Moorse und Peter Zadek und nach einer Übersetzung von Elisabeth Plessen und einer Aufführung des Wiener Burgtheaters spielten Gert Voss den Shylock und den Prinzen von Arragon, Ignaz Kirchner den Antonio und den Prinzen von Marokko, Paulus Manker den Bassanio, Uwe Bohm den Lanzelot Gobbo, Eva Mattes die Portia und Julia Stemberger die Jessica. 
2004 drehte Michael Radford eine Hollywood-Fassung mit Al Pacino als Shylock, Jeremy Irons als Antonio, Joseph Fiennes als Bassanio und Lynn Collins als Portia.

### Bühne
Der bekannte englische Dramatiker Arnold Wesker veröffentlichte erstmals 1977 eine Neufassung der Shakespeareschen Komödie. In seinem Werk The Merchant, das auch als Shylock erschien und unter diesem Titel 1977 von Nina Adler ins Deutsche übersetzt wurde, stellt Wesker Shakespeares Shylock-Figur in einen neuen Deutungszusammenhang. Im historischen und sozialen Kontext der venezianischen Welt von 1563 steht Weskers Shylock unter den Zwängen, die von den dortigen staatlichen Instanzen den Juden auferlegt werden: Er lebt in einem Ghetto, ist in seiner beruflichen Tätigkeit auf den Geldhandel eingeschränkt und wird vom venezianischen Staat durch willkürliche Besteuerung skrupellos ausgebeutet. In Weskers Stück ist nicht der Jude Shylock geldgierig, sondern die jungen Adeligen der alteingesessenen Familien, die sogar in ihrem Liebeswerben ausschließlich von materiellen Beweggründen geleitet werden. Der wahre Reichtum Shylocks liegt bei Wesker nicht in seinem Geldvermögen, sondern in seinen Büchern, welche die Leidensgeschichte seines Volkes zum Ausdruck bringen und es Shylock erlauben, seine eigene Lebenssituation in einem übergeordneten Zusammenhang zu begreifen. Mit diesem Wissen ist er den venezianischen Protagonisten überlegen und in der Lage, deren moralisch-ethische Substanzlosigkeit im Umgang mit dem Recht zu durchschauen. Antonio ist in Weskers Spiel der Freund Shylocks und bewundert dessen Intellektualität und Menschlichkeit. Der Vertrag wird zwischen den beiden nur geschlossen, weil das venezianische Gesetz dies für jegliche geschäftliche Beziehung zwischen Juden und Nicht-Juden so verlangt. Das von Shakespeare übernommene Pfand des Pfundes Fleisch wird in Weskers Stück von Shylock und Antonio gewählt, um ihrer Verachtung für die venezianischen Gesetze Ausdruck zu verleihen. So ist es bei Wesker auch nicht Shylock, sondern der venezianische Staat, der die buchstabengetreue Anwendung des Vertrages als ein Instrument der Vernichtung einfordert. Wie in Shakespeares Vorlage gelingt es auch hier Portia, den Kopf von Shylock und Antonio aus der Schlinge zu ziehen; allerdings werden Shylocks Bücher wegen seiner Verspottung des Gesetzes konfisziert. Die humanistische, aufklärerische Haltung scheitert damit bei Wesker an einem mechanistischen Verständnis von Legalität, das vor allem in Rassismus und Antisemitismus begründet liegt.

### Oper
Auf der Grundlage von Shakespeares Komödie The Merchant of Venice entstand die gleichnamige Oper des polnischen Komponisten André Tchaikowsky, die er nach 24-jähriger Arbeit an der Komposition kurz vor seinem Tode am 25. Juni 1982 bis auf 28 Takte der Orchestrierung vollendete. Das Libretto stammt von dem amerikanischen Autor John O’Brien, der Shakespeares Vorlage auf drei Akte und einen Epilog verkürzte. Die endgültige Fertigstellung und Publikation als Klavierauszug und Partitur wurde von Freunden Tchaikowskys übernommen. Die Uraufführung des Werks erfolgte erst am 18. Juli 2013 bei den Bregenzer Festspielen.

## Textausgaben
Gesamtausgaben
- John Jowett, William Montgomery, Gary Taylor und Stanley Wells (Hrsg.): The Oxford Shakespeare. The Complete Works. Oxford University Press, Oxford 2005, ISBN 978-0-19-926718-7.
- Jonathan Bate, Eric Rasmussen (Hrsg.): William Shakespeare Complete Works. The RSC Shakespeare, Macmillan Publishers 2008, ISBN 978-0-230-20095-1.

Englisch
- John Drakakis (Hrsg.): William Shakespeare: The Merchant of Venice. The Arden Shakespeare. Third Series. Arden, London 2010, ISBN 978-1-903436-81-3.
- M. M. Mahood (Hrsg.): William Shakespeare: The Merchant of Venice. The New Cambridge Shakespeare. Cambridge University Press, Cambridge 2012, ISBN 978-0-521-53251-8.
- J. L. Halio (Hrsg.): William Shakespeare: The Merchant of Venice. The Oxford Shakespeare. Oxford University Press, Oxford 2008, ISBN 978-0-19-953585-9.

Deutsch
- Ingeborg Heine-Harabasz (Hrsg.): William Shakespeare: The Merchant of Venice. Englisch-Deutsche Studienausgabe. Stauffenburg, Tübingen 1982, ISBN 3-86057-547-3.
- Frank Günther (Hrsg.): William Shakespeare: Der Kaufmann von Venedig. Deutscher Taschenbuch Verlag, München 2003, ISBN 3-423-12485-7.

## Belege
1. ↑  Ina Schabert: Shakespeare-Handbuch. Die Zeit, der Mensch, das Werk, die Nachwelt. 5., durchg. und erg. Auflage. Kröner, Stuttgart 2009, ISBN 978-3-520-38605-2, S. 406. Siehe auch Ulrich Suerbaum: Der Shakespeare-Führer. 3., rev. Auflage. Reclam, Ditzingen 2015, ISBN 978-3-15-020395-8, S. 122 f. Vgl. ferner J. L. Halio (Hrsg.): William Shakespeare: The Merchant of Venice. The Oxford Shakespeare. Oxford University Press, Oxford 2008, ISBN 978-0-19-953585-9, Introduction. S. 13 ff. Vgl. auch M. M. Mahood (Hrsg.): William Shakespeare: The Merchant of Venice. The New Cambridge Shakespeare. Cambridge University Press, Cambridge 2012, ISBN 978-0-521-53251-8, Introduction. S. 2 ff. In der Werbungsprobe der Novelle Giovannis stellt die umworbene Frau die Aufgabe selber, die darin besteht, dass der Freier eine Nacht mit ihr verbringen muss. Gelingt ihm diese, wird sie seine Frau; scheitert er, verfällt sein gesamtes Vermögen an sie. Durch Verabreichen eines starken Schlaftrunks vereitelt sie die sexuellen Avancen ihrer Freier. Der Held der Geschichte, der zweimal dieser List zum Opfer gefallen ist, wird jedoch bei einem dritten Versuch von einer mitleidigen Kammerzofe vor dem Schlaftrunk gewarnt und ist so erfolgreich. Siehe dazu auch Ingeborg Heine-Harabasz (Hrsg.): William Shakespeare: The Merchant of Venice. Englisch-Deutsche Studienausgabe. Stauffenburg, Tübingen 1982, ISBN 3-86057-547-3, S. 13.
2. ↑  Ina Schabert: Shakespeare-Handbuch. Die Zeit, der Mensch, das Werk, die Nachwelt. 5., durchg. und erg. Auflage. Kröner, Stuttgart 2009, ISBN 978-3-520-38605-2, S. 406 f. Siehe auch Ulrich Suerbaum: Der Shakespeare-Führer. 3., rev. Auflage. Reclam, Ditzingen 2015, ISBN 978-3-15-020395-8, S. 123. Vgl. ferner J. L. Halio (Hrsg.): William Shakespeare: The Merchant of Venice. The Oxford Shakespeare. Oxford University Press, Oxford 2008, ISBN 978-0-19-953585-9, S. 17 ff., Introduction. Siehe auch M. M. Mahood (Hrsg.): William Shakespeare: The Merchant of Venice. The New Cambridge Shakespeare. Cambridge University Press, Cambridge 2012, ISBN 978-0-521-53251-8, Introduction. S. 4 ff.
3. ↑  Ina Schabert: Shakespeare-Handbuch. Die Zeit, der Mensch, das Werk, die Nachwelt. 5., durchg. und erg. Auflage. Kröner, Stuttgart 2009, ISBN 978-3-520-38605-2, S. 406 f. Siehe zu dem Eintrag im Stationers’ Register auch J. L. Halio (Hrsg.): William Shakespeare: The Merchant of Venice. The Oxford Shakespeare. Oxford University Press, Oxford 2008, ISBN 978-0-19-953585-9, Introduction. S. 85.
4. ↑  Ina Schabert: Shakespeare-Handbuch. Die Zeit, der Mensch, das Werk, die Nachwelt. 5., durchg. und erg. Auflage. Kröner, Stuttgart 2009, ISBN 978-3-520-38605-2, S. 407. Siehe ebenso Ulrich Suerbaum: Der Shakespeare-Führer. 3., rev. Auflage. Reclam, Ditzingen 2015, ISBN 978-3-15-020395-8, S. 123 f. Vgl. ferner Hans-Dieter Gelfert: William Shakespeare in seiner Zeit. C.H. Beck Verlag, München 2014, ISBN 978-3-406-65919-5, S. 283, und Michael Dobson, Stanley Wells (Hrsg.): The Oxford Companion to Shakespeare. Oxford University Press, 2. Ausgabe, Oxford 2015, ISBN 978-0-19-870873-5, S. 297. Siehe auch ausführlich J. L. Halio (Hrsg.): William Shakespeare: The Merchant of Venice. The Oxford Shakespeare. Oxford University Press, Oxford 2008, ISBN 978-0-19-953585-9, Introduction. S. 1–16 und Sabine Schülting: The Merchant of Venice. In: Interpretationen - Shakespeares Dramen. Philipp Reclam jun., Stuttgart 2010, ISBN 978-3-15-017513-2, S. 137 ff.
5. ↑  Siehe Bernhard Fabian (Hrsg.): Die englische Literatur. Band 1: Epochen und Formen. 3. Auflage. Deutscher Taschenbuchverlag, München 1997, ISBN 3-423-04494-2, S. 47.
6. ↑  M. M. Mahood: The New Cambridge Shakespeare. 2000, Introduction S. 1 f., John Russel Brown: Arden Shakespeare. (Second Series) 2006, S. XII f. und XXII. Siehe auch Jay L. Halio: Oxford Shakespeare. 2008, S. 285 f., sowie I. Schabert: Shakespeare-Handbuch. 2009, S. 506 sowie 197–199 und 205.
7. ↑  John Russel Brown: Arden Shakespeare. (Second Series) 2006, S. XXVI f. und M. M. Mahood: The New Cambridge Shakespeare. 2000, S. 1 f. Siehe auch Jay L. Halio: Oxford Shakespeare. 2008, S. 27 f.; sowie Ina Schabert: Shakespeare-Handbuch. 5., korr. und erg. Auflage. Kröner, Stuttgart 2009, ISBN 978-3-520-38605-2, S. 406; und Hans-Dieter Gelfert: William Shakespeare in seiner Zeit. C.H. Beck Verlag, München 2014, ISBN 978-3-406-65919-5, S. 283.
8. ↑  Jay L. Halio: Oxford Shakespeare. 2008, S. 85 ff., und John Russel Brown: Arden Shakespeare. (Second Series) 2006, S. XI–XIII und XV f.
9. ↑  I. Schabert: Shakespeare-Handbuch. 2009, S. 211 f.
10. ↑  John Russel Brown: Arden Shakespeare. (Second Series) 2006, S. XIII–XX. Siehe auch Jay L. Halio: Oxford Shakespeare. 2008, S. 88–93.
11. ↑  Siehe Ulrich Suerbaum: Der Shakespeare-Führer. 3., rev. Auflage. Reclam, Ditzingen 2015, ISBN 978-3-15-020395-8, S. 124 f. Siehe auch Sabine Schülting: The Merchant of Venice. In: Interpretationen – Shakespeares Dramen. Philipp Reclam jun., Stuttgart 2010, ISBN 978-3-15-017513-2, S. 134 ff. und S. 151 ff.
12. ↑  Siehe Ulrich Suerbaum: Der Shakespeare-Führer. 3., rev. Auflage. Reclam, Ditzingen 2015, ISBN 978-3-15-020395-8, S. 124 f. Vgl. auch Ina Schabert: Shakespeare-Handbuch. Die Zeit, der Mensch, das Werk, die Nachwelt. 5., durchg. und erg. Auflage. Kröner, Stuttgart 2009, ISBN 978-3-520-38605-2, S. 407 ff.
13. ↑  Ina Schabert: Shakespeare-Handbuch. Die Zeit, der Mensch, das Werk, die Nachwelt. 5., durchg. und erg. Auflage. Kröner, Stuttgart 2009, ISBN 978-3-520-38605-2, S. 410.
14. ↑  Siehe Ulrich Suerbaum: Der Shakespeare-Führer. 3., rev. Auflage. Reclam, Ditzingen 2015, ISBN 978-3-15-020395-8, S. 125–129. Vgl. auch Ina Schabert: Shakespeare-Handbuch. Die Zeit, der Mensch, das Werk, die Nachwelt. 5., durchg. und erg. Auflage. Kröner, Stuttgart 2009, ISBN 978-3-520-38605-2, S. 408 ff.
15. ↑  Siehe Ulrich Suerbaum: Der Shakespeare-Führer. 3., rev. Auflage. Reclam, Ditzingen 2015, ISBN 978-3-15-020395-8, S. 129. Vgl. in diesem Zusammenhang auch M. M. Mahood (Hrsg.): William Shakespeare: The Merchant of Venice. The New Cambridge Shakespeare. Cambridge University Press, Cambridge 2012, ISBN 978-0-521-53251-8, Introduction. S. 54ff und 64.
16. ↑  Ina Schabert: Shakespeare-Handbuch. Die Zeit, der Mensch, das Werk, die Nachwelt. 5., durchg. und erg. Auflage. Kröner, Stuttgart 2009, ISBN 978-3-520-38605-2, S. 410.
17. ↑  Ina Schabert: Shakespeare-Handbuch. Die Zeit, der Mensch, das Werk, die Nachwelt. 5., durchg. und erg. Auflage. Kröner, Stuttgart 2009, ISBN 978-3-520-38605-2, S. 410 f.
18. ↑  Siehe Ulrich Suerbaum: Der Shakespeare-Führer. 3., rev. Auflage. Reclam, Ditzingen 2015, ISBN 978-3-15-020395-8, S. 129 f.
19. ↑  dazu den Deutungsansatz in den SparkNotes The Merchant of Venice - Analysis: Act I, scene iii. Abgerufen am 10. August 2017.
20. ↑  Karl Marx: Das Kapital. Kritik der politischen Oekonomie. Erster Band. Hrsg. von Friedrich Engels. Otto Meisners Verlag, Hamburg 1903, S. 251.
21. ↑  zu dem Zusammenhang hier auch J. L. Halio (Hrsg.): William Shakespeare: The Merchant of Venice. The Oxford Shakespeare. Oxford University Press, Oxford 2008, ISBN 978-0-19-953585-9, Introduction, S. 2 ff.
22. ↑  William Shakespeare: Hamlet. Akt I, Szene 1 im Projekt Gutenberg-DE. Übersetzung von August Wilhelm Schlegel.
23. ↑  Siehe Theodor Mommsen: Römische Geschichte. 4. Auflage. Erster Band. Weidmannsche Buchhandlung, Berlin 1865, S. 161.
24. ↑  Vgl. dazu Ingeborg Heine-Harabasz (Hrsg.): William Shakespeare: The Merchant of Venice. Englisch-Deutsche Studienausgabe. Stauffenburg, Tübingen 1982, ISBN 3-86057-547-3, S. 15–18 und S. 32 f f. Siehe auch J. L. Halio (Hrsg.): William Shakespeare: The Merchant of Venice. The Oxford Shakespeare. Oxford University Press, Oxford 2008, ISBN 978-0-19-953585-9, Einleitung Shakespeare and Semitism, S. 1–13, sowie Ina Schabert (Hrsg.): Shakespeare-Handbuch. Die Zeit, der Mensch, das Werk, die Nachwelt. 5., durchgesehene und ergänzte Auflage. Kröner, Stuttgart 2009, ISBN 978-3-520-38605-2, S. 411 f.
25. ↑  Jay L. Halio (Hrsg.): William Shakespeare: The Merchant of Venice. The Oxford Shakespeare. Oxford University Press, Oxford 2008 (1. Aufl. 1993), ISBN 978-0-19-953585-9, Introduction. S. 46 f.
26. ↑  Ludwig Börne: [Rezension zu Franz Grillparzer:] Die Ahnfrau im Projekt Gutenberg-DE.
27. ↑  Heinrich Heine: Shakespeares Mädchen und Frauen. Universität Trier, abgerufen am 18. Februar 2019.
28. ↑  Alexander Granach. Da geht ein Mensch. Henschelverlag, Berlin 1965, S. 171/172.
29. ↑  Mischket Liebermann: Aus dem Ghetto in die Welt. Verlag der Nation Berlin, 1977, S. 47/48.
30. ↑  Zeno Ackermann (Hrsg.): Shylock nach dem Holocaust. Zur Geschichte einer Erinnerungsfigur. S. 66 f.
31. ↑  Ina Schabert: Shakespeare-Handbuch. Die Zeit, der Mensch, das Werk, die Nachwelt. 5., durchg. und erg. Auflage. Kröner, Stuttgart 2009, ISBN 978-3-520-38605-2, S. 412.
32. ↑  Bernhard Reitz: „Forget Things and you‘ll go to pieces“: Jüdische Identität zwischen Erinnerung und Annäherung, Utopie und Holocaust im englischen Drama der Gegenwart. In: Beate Neumeier (Hrsg.): Jüdische Literatur und Kultur in Großbritannien und den USA nach 1945. Wiesbaden 1998, ISBN 3-447-04108-0, S. 35–37.
33. ↑  die Rezension von Juan Martin Koch: Respektable Shakespeare-Oper – intelligentes See-Spektakel: André Tchaikowskys „Kaufmann von Venedig“ und Mozarts „Zauberflöte“ in Bregenz. In: Neue Musikzeitung. 22. Juli 2013. Abgerufen am 5. August 2017.